# Бопон
Бопон (фр. Beaupont) насеље је и општина у источној Француској у региону Рона-Алпи, у департману Ен (Рона-Алпи) која припада префектури Бурж ан Брес.
По подацима из 2011. године у општини је живело 650 становника, а густина насељености је износила 46,2 становника/km². Општина се простире на површини од 14,07 km². Налази се на средњој надморској висини од 199 метара (максималној 228 m, а минималној 187 m).

## Демографија
| 1962. | 1968. | 1975. | 1982. | 1990. | 1999. | 2011. |
| ----- | ----- | ----- | ----- | ----- | ----- | ----- |
| 678   | 575   | 515   | 415   | 422   | 443   | 650   |

График промене броја становника у току последњих година